# Championnats du monde d'athlétisme en salle 2006, résultats détaillés
Résultats détaillés des Championnats du monde d'athlétisme en salle 2006 de Moscou.
| Courses : 60 m - 400 m - 800 m - 1 500 m - 3 000 m Obstacles : 60 m haies Relais : Relais 4 × 400 m Sauts : Hauteur - Longueur - Triple saut - Perche Lancers: - Poids Epreuves combinées: Heptathlon/Pentathlon |

## Résultats

### 60 m
| Rang | Pays       | Athlète           | Temps  |
| ---- | ---------- | ----------------- | ------ |
| 1    | États-Unis | Leonard Scott     | 6 s 50 |
| 2    | Russie     | Andrey Yepishin   | 6 s 52 |
| 3    | États-Unis | Terrence Trammell | 6 s 54 |
| 4    | Slovénie   | Matic Osovnikar   | 6 s 58 |
| 5    | Nigeria    | Olusoji Fasuba    | 6 s 58 |
| 6    | France     | Ronald Pognon     | 6 s 61 |

| Rang | Pays       | Athlète         | Temps  |
| ---- | ---------- | --------------- | ------ |
| 1    | États-Unis | Me'Lisa Barber  | 7 s 01 |
| 2    | États-Unis | Lauryn Williams | 7 s 01 |
| 3    | Belgique   | Kim Gevaert     | 7 s 11 |
| 4    | France     | Christine Arron | 7 s 13 |
| 5    | Russie     | Mariya Bolikova | 7 s 17 |
| 6    | Ukraine    | Zhanna Block    | 7 s 19 |

### 400 m
| Rang | Pays       | Athlète           | Temps   |
| ---- | ---------- | ----------------- | ------- |
| 1    | Grenade    | Alleyne Francique | 45 s 54 |
| 2    | Botswana   | California Molefe | 45 s 75 |
| 3    | Bahamas    | Chris Brown       | 45 s 78 |
| 4    | Jamaïque   | Davian Clarke     | 45 s 93 |
| 5    | États-Unis | Milton Campbell   | 46 s 15 |
| 6    | Russie     | Dmitriy Petrov    | 47 s 33 |

| Rang | Pays     | Athlète             | Temps   |
| ---- | -------- | ------------------- | ------- |
| 1    | Russie   | Olesya Krasnomovets | 50 s 04 |
| 2    | Bulgarie | Vania Stambolova    | 50 s 21 |
| 3    | Bahamas  | Christine Amertil   | 50 s 34 |
| 4    | Russie   | Natalya Nazarova    | 50 s 60 |
| 5    | Jamaïque | Novlene Williams    | 51 s 82 |
| 6    | Bulgarie | Mariana Dimitrova   | 52 s 66 |

### 800 m
| Rang | Pays           | Athlète             | Temps         |
| ---- | -------------- | ------------------- | ------------- |
| 1    | Kenya          | Wilfred Bungei      | 1 min 47 s 15 |
| 2    | Afrique du Sud | Mbulaeni Mulaudzi   | 1 min 47 s 16 |
| 3    | Russie         | Yuriy Borzakovskiy  | 1 min 47 s 38 |
| 4    | Lettonie       | Dmitrijs Milkevics  | 1 min 48 s 01 |
| 5    | Espagne        | Juan De Dios Jurado | 1 min 48 s 44 |
| 6    | Royaume-Uni    | James Watkins       | 1 min 48 s 56 |

| Rang | Pays       | Athlète              | Temps         |
| ---- | ---------- | -------------------- | ------------- |
| 1    | Mozambique | Maria Mutola         | 1 min 58 s 90 |
| 2    | Jamaïque   | Kenia Sinclair       | 1 min 59 s 54 |
| 3    | Maroc      | Hasna Benhassi       | 2 min 00 s 34 |
| 4    | France     | Elisabeth Grousselle | 2 min 00 s 74 |
| 5    | Russie     | Olga Kotlyarova      | 2 min 01 s 26 |
| 6    | Pologne    | Ewelina Setowska     | 2 min 02 s 39 |

### 1 500 m
| Rang | Pays    | Athlète                  | Temps         |
| ---- | ------- | ------------------------ | ------------- |
| 1    | Ukraine | Ivan Heshko              | 3 min 42 s 08 |
| 2    | Kenya   | Daniel Kipchirchir Komen | 3 min 42 s 55 |
| 3    | Kenya   | Elkanah Angwenyi         | 3 min 42 s 98 |
| 4    | Turquie | Halil Akkas              | 3 min 43 s 61 |
| 5    | Espagne | Sergio Gallardo          | 3 min 43 s 77 |
| 6    | Irlande | James Nolan              | 3 min 43 s 98 |

| Rang | Pays     | Athlète            | Temps         |
| ---- | -------- | ------------------ | ------------- |
| 1    | Russie   | Yuliya Chizhenko   | 4 min 04 s 70 |
| 2    | Russie   | Yelena Soboleva    | 4 min 05 s 21 |
| 3    | Bahreïn  | Maryam Yusuf Jamal | 4 min 05 s 53 |
| 4    | France   | Hind Dehiba        | 4 min 05 s 67 |
| 5    | Ukraine  | Iryna Lishchynska  | 4 min 07 s 82 |
| 6    | Roumanie | Corina Dumbravean  | 4 min 08 s 29 |

### 3 000 m
| Rang | Pays     | Athlète              | Temps         |
| ---- | -------- | -------------------- | ------------- |
| 1    | Éthiopie | Kenenisa Bekele      | 7 min 39 s 32 |
| 2    | Qatar    | Saif Saaeed Shaheen  | 7 min 41 s 28 |
| 3    | Kenya    | Eliud Kipchoge       | 7 min 42 s 58 |
| 4    | Irlande  | Alistair Ian Cragg   | 7 min 46 s 43 |
| 5    | Kenya    | Shedrack Kibet Korir | 7 min 47 s 11 |
| 6    | Éthiopie | Tariku Bekele        | 7 min 47 s 67 |

| Rang | Pays     | Athlète                | Temps         |
| ---- | -------- | ---------------------- | ------------- |
| 1    | Éthiopie | Meseret Defar          | 8 min 38 s 80 |
| 2    | Russie   | Liliya Shobukhova      | 8 min 42 s 18 |
| 3    | Pologne  | Lidia Chojecka         | 8 min 42 s 59 |
| 4    | Éthiopie | Sentayehu Ejigu        | 8 min 43 s 38 |
| 5    | Russie   | Olesya Syreva          | 8 min 44 s 10 |
| 6    | Maroc    | Mariem Alaoui Selsouli | 8 min 55 s 97 |

### 60 m haies
| Rang | Pays       | Athlète            | Temps  |
| ---- | ---------- | ------------------ | ------ |
| 1    | États-Unis | Terrence Trammell  | 7 s 43 |
| 2    | Cuba       | Dayron Robles      | 7 s 46 |
| 3    | États-Unis | Dominique Arnold   | 7 s 52 |
| 4    | Lettonie   | Stanislavs Olijars | 7 s 52 |
| 4    | Jamaïque   | Maurice Wignall    | 7 s 52 |
| 6    | Allemagne  | Thomas Blaschek    | 7 s 57 |

| Rang | Pays       | Athlète             | Temps  |
| ---- | ---------- | ------------------- | ------ |
| 1    | Irlande    | Derval O'Rourke     | 7 s 84 |
| 2    | Espagne    | Glory Alozie        | 7 s 86 |
| 3    | Suède      | Susanna Kallur      | 7 s 87 |
| 4    | États-Unis | Danielle Carruthers | 7 s 88 |
| 5    | Allemagne  | Kirsten Bolm        | 7 s 93 |
| 6    | Jamaïque   | Lacena Golding      | 7 s 94 |

### 4 × 400 m relais
| Rang | Pays                   | Athlètes                                                                 | Performance   |
| ---- | ---------------------- | ------------------------------------------------------------------------ | ------------- |
| 1    | États-Unis             | Tyree Washington LaShawn Merritt Milton Campbell Wallace Spearmon        | 3 min 03 s 24 |
| 2    | Pologne                | Daniel Dabrowski Marcin Marciniszyn Rafal Wieruszewski Piotr Klimczak    | 3 min 04 s 67 |
| 3    | Russie                 | Konstantin Svechkar Aleksandr Derevyagin Yevgeniy Lebedev Dmitriy Petrov | 3 min 06 s 91 |
| 4    | Suède                  | Joni Jaako Johan Wissman Andreas Mokdasi Mattias Claesson                | 3 min 07 s 32 |
| 5    | République dominicaine | Arismendy Peguero Danis García Juan Betances Carlos Santa                | 3 min 08 s 47 |
| 6    | France                 | Brice Panel Sébastien Maillard Teddy Venel Fadil Bellaabouss             | 3 min 09 s 55 |

| Rang | Pays        | Athlète                                                             | Temps         |
| ---- | ----------- | ------------------------------------------------------------------- | ------------- |
| 1    | Russie      | Tatyana Levina Natalya Nazarova Olesya Krasnomovets Natalya Antyukh | 3 min 24 s 91 |
| 2    | États-Unis  | Debbie Dunn Tiffany Ross-Williams Monica Hargrove Mary Danner       | 3 min 28 s 63 |
| 3    | Biélorussie | Natallia Solohub Anna Kozak Yulyana Zhalniryuk Ilona Usovich        | 3 min 28 s 65 |
| 4    | Pologne     | Grazyna Prokopek Monika Bejnar Marta Chrust-Rozej Malgorzata Pskit  | 3 min 28 s 95 |
| 5    | Jamaïque    | Shellene Williams Novlene Williams Moya Thompson Allison Beckford   | 3 min 29 s 54 |
| 6    | Royaume-Uni | Melanie Purkiss Jennifer Meadows Emma Duck Helen Karagounis         | 3 min 29 s 70 |

### Saut en hauteur
| Rang | Pays    | Athlète            | Hauteur |
| ---- | ------- | ------------------ | ------- |
| 1    | Russie  | Yaroslav Rybakov   | 2,37 m  |
| 2    | Russie  | Andrey Tereshin    | 2,35 m  |
| 3    | Suède   | Linus Thörnblad    | 2,33 m  |
| 4    | Cuba    | Víctor Moya        | 2,30 m  |
| 5    | Suède   | Stefan Holm        | 2,30 m  |
| 6    | Ukraine | Andriy Sokolovskyy | 2,26 m  |

| Rang | Pays     | Athlète                 | Temps  |
| ---- | -------- | ----------------------- | ------ |
| 1    | Russie   | Yelena Slesarenko       | 2,02 m |
| 2    | Croatie  | Blanka Vlašić           | 2,00 m |
| 3    | Espagne  | Ruth Beitia             | 1,98 m |
| 4    | Russie   | Yekaterina Aleksandrova | 1,98 m |
| 5    | Italie   | Antonietta Di Martino   | 1,96 m |
| 6    | Belgique | Tia Hellebaut           | 1,96 m |

### Saut en longueur
| Rang | Pays           | Athlète                | Longueur |
| ---- | -------------- | ---------------------- | -------- |
| 1    | Ghana          | Ignisious Gaisah       | 8,30 m   |
| 2    | Panama         | Irving Saladino        | 8,29 m   |
| 3    | Italie         | Andrew Howe            | 8,19 m   |
| 4    | Grèce          | Loúis Tsátoumas        | 8,10 m   |
| 5    | Afrique du Sud | Godfrey Khotso Mokoena | 8,01 m   |
| 6    | Brésil         | Erivaldo Vieira        | 7,97 m   |

| Rang | Pays       | Athlète             | Longueur |
| ---- | ---------- | ------------------- | -------- |
| 1    | Russie     | Tatyana Kotova      | 7,00 m   |
| 2    | États-Unis | Tianna Madison      | 6,80 m   |
| 3    | Portugal   | Naide Gomes         | 6,76 m   |
| 4    | Espagne    | Concepcion Montaner | 6,76 m   |
| 5    | Lettonie   | Ineta Radevica      | 6,54 m   |
| 6    | Cuba       | Yargelis Savigne    | 6,51 m   |

### Saut à la perche
| Rang | Pays       | Athlète            | Hauteur |
| ---- | ---------- | ------------------ | ------- |
| 1    | États-Unis | Brad Walker        | 5,80 m  |
| 2    | Suède      | Alhaji Jeng        | 5,70 m  |
| 3    | Allemagne  | Tim Lobinger       | 5,60 m  |
| 4    | Allemagne  | Fabian Schulze     | 5,50 m  |
| 4    | Mexique    | Giovanni Lanaro    | 5,50 m  |
| 4    | Israël     | Alexander Averbukh | 5,50 m  |

| Rang | Pays    | Athlète            | Hauteur |
| ---- | ------- | ------------------ | ------- |
| 1    | Russie  | Yelena Isinbayeva  | 4,80 m  |
| 2    | Pologne | Anna Rogowska      | 4,75 m  |
| 3    | Russie  | Svetlana Feofanova | 4,70 m  |
| 4    | Pologne | Monika Pyrek       | 4,65 m  |
| 5    | France  | Vanessa Boslak     | 4,65 m  |
| 6    | Espagne | Naroa Agirre       | 4,50 m  |

### Triple saut
| Rang | Pays       | Athlète             | Distance |
| ---- | ---------- | ------------------- | -------- |
| 1    | États-Unis | Walter Davis        | 17,73 m  |
| 2    | Brésil     | Jadel Gregorio      | 17,56 m  |
| 3    | Cuba       | Yoandri Betanzos    | 17,42 m  |
| 4    | Roumanie   | Marian Oprea        | 17,34 m  |
| 5    | Russie     | Igor Spasovkhodskiy | 17,25 m  |
| 6    | Portugal   | Nelson Évora        | 17,14 m  |

| Rang | Pays     | Athlète          | Distance |
| ---- | -------- | ---------------- | -------- |
| 1    | Russie   | Tatyana Lebedeva | 14,95 m  |
| 2    | Russie   | Anna Pyatykh     | 14,93 m  |
| 3    | Soudan   | Yamilé Aldama    | 14,86 m  |
| 4    | Sénégal  | Kene Ndoye       | 14,84 m  |
| 5    | Cuba     | Yargelis Savigne | 14,72 m  |
| 6    | Bulgarie | Teresa Marinova  | 14,37 m  |

### Lancer du poids
| Rang | Pays        | Athlète              | Distance |
| ---- | ----------- | -------------------- | -------- |
| 1    | États-Unis  | Reese Hoffa          | 22,11 m  |
| 2    | Danemark    | Joachim Olsen        | 21,16 m  |
| 3    | Russie      | Pavel Sofin          | 20,68 m  |
| 4    | Roumanie    | Gheorghe Calin Guset | 20,60 m  |
| 5    | Espagne     | Manuel Martinez      | 20,43 m  |
| DSQ  | Biélorussie | Andrei Mikhnevich    | 21,37 m  |

| Rang | Pays        | Athlète                 | Distance |
| ---- | ----------- | ----------------------- | -------- |
| 1    | Biélorussie | Natallia Khoroneko      | 19,84 m  |
| 2    | Allemagne   | Nadine Kleinert-Schmitt | 19,64 m  |
| 3    | Russie      | Olga Ryabinkina         | 19,24 m  |
| 4    | Allemagne   | Petra Lammert           | 19,21 m  |
| 5    | Cuba        | Yumileidi Cumba         | 18,28 m  |
| DSQ  | Biélorussie | Nadezhda Ostapchuk      | 18,13 m  |

### Heptathlon/Pentathlon
| Rang | Pays               | Athlète             | Points    |
| ---- | ------------------ | ------------------- | --------- |
| 1    | Allemagne          | André Niklaus       | 6 192 pts |
| 2    | États-Unis         | Bryan Clay          | 6 187 pts |
| 3    | République tchèque | Roman Šebrle        | 6 161 pts |
| 4    | Estonie            | Kristian Rahnu      | 6 062 pts |
| 5    | Russie             | Aleksey Drozdov     | 6 052 pts |
| 6    | Russie             | Aleksandr Pogorelov | 5 910 pts |

| Rang | Pays      | Athlète              | Points    |
| ---- | --------- | -------------------- | --------- |
| 1    | Ukraine   | Lyudmila Blonska     | 4 850 pts |
| 2    | Pays-Bas  | Karin Ruckstuhl      | 4 607 pts |
| 3    | Russie    | Olga Levenkova       | 4 579 pts |
| 4    | Allemagne | Sonja Kesselschläger | 4 574 pts |
| 5    | Russie    | Yuliya Ignatkina     | 4 459 pts |
| 6    | Russie    | Svetlana Ladokhina   | 4 374 pts |